# Universidade da Beira Interior
A Universidade da Beira Interior (sigla: UBI)  é uma universidade pública localizada na cidade da Covilhã, em Portugal. Em 2021, tinha cerca de 8600 estudantes inscritos nos vários cursos da sua oferta formativa, que cobre todos os graus académicos do ensino superior Português (licenciaturas, mestrados e doutoramento), bem como pós-graduações, em áreas que vão desde a Medicina e Ciências Biomédicas até à Bioquímica, desde Desenho Industrial até ao Design de Moda, desde a Engenharia Aeronáutica até à  Engenharia Informática, desde a Engenharia Civil até à Arquitetura, até ao Jornalismo, Ciências da Comunicação, desde Gestão à Economia, desde a Psicologia à Sociologia. O nome da universidade reflete a região histórica onde se insere em Portugal, conhecida como a parte mais interior da região centro do país, compreendida entre o distrito da Guarda e de Castelo Branco.

## História
A história desta instituição começa no ano de 1973, quando foi criado o então Instituto Politécnico da Covilhã. Não fugindo à tradição local dos lanifícios (a cidade da Covilhã ficou conhecida como a Manchester Portuguesa pela sua longa tradição na produção têxtil), os seus primeiros alunos (143) ingressaram nos cursos de Engenharia Têxtil e Administração e Contabilidade em 1975. Em 1979 passa a denominar-se Instituto Universitário da Beira Interior, e em 1986 ganha o título de Universidade da Beira Interior.

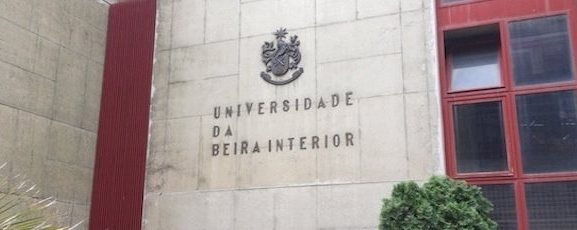

O primeiro reitor da instituição foi o Prof. Doutor Cândido Manuel Passos Morgado, que exerceu o cargo de 21 de Agosto de 1980 a 19 de Janeiro de 1996. Seguiu-se o Prof. Doutor Manuel José dos Santos Silva, que se manteve no cargo até 19 de Junho de 2009. Nesta data toma posse, como terceiro Reitor da instituição, o Prof. Doutor João António de Sampaio Rodrigues Queiroz, cujo mandato terminou a 5 de setembro de 2013.  O quarto reitor da instituição, que a liderou por dois mandatos, foi o Prof. Doutor António Carreto Fidalgo. Em seguida, toma a posse no dia 8 de junho de 2021, o Prof. Doutor Mário Lino Barata Raposo, terminando seu mandato no dia 30 de junho de 2025, na cerimônia de tomada de posse de sua sucessora; a Prof.ª Doutora Ana Paula Duarte, sendo a atual reitora e primeira mulher à ocupar o cargo.

## Estrutura Organizativa
A UBI tem cinco faculdades: Ciências, Engenharias, Ciências Sociais e Humanas, Artes e Letras, e Ciências da Saúde. As atividades de investigação são apoiadas por diversos projetos de investigação, nacionais e internacionais, financiados por programas nacionais e internacionais e entidades públicas e privadas. Estruturalmente, a UBI apresenta um gabinete de inovação e desenvolvimento - UBInnovative - responsável pelo apoio e gestão administrativa e financeira de projetos e resultados de I&D. Além disso, é ainda o responsável pelo apoio na procura de financiamento e a disseminação e implementação de tecnologias desenvolvidas bem como a sua proteção legal. 
O ecossistema de investigação da UBI engloba 18 unidades de investigação de diversas áreas do conhecimento em alinhamento com as prioridades europeias, nacionais e regionais e os objetivos de desenvolvimento sustentável da ONU – Organização das Nações Unidas. A incubadora/aceleradora de inovação e tecnologia UBIMedical/UBIExecutive potencializa a comunicação entre a academia e o mercado. A qualidade da UBI no ensino, na investigação e inovação tem sido reconhecida pela presença no U-Multirank, no Top 200 do THE Young University Ranking, e no nível 601-800 no THE's World Universities Ranking.

## Papel da UBI nas Universidades Europeias
A Universidade da Beira Interior (UBI) é uma das universidades públicas mais jovens em Portugal e membro do Consórcio UNITA (Universitas Montium), uma aliança de seis universidades europeias de montanha, todas de língua românica. Esta aliança está empenhada em promover o desenvolvimento socioeconómico desenvolvimento das suas zonas rurais e transfronteiriças de montanha e agrega cerca de 165.000 estudantes e 13.000 colaboradores. O consórcio UNITA é composto por seis instituições de ensino superior de cinco países:
- Università Degli Studi di Torino (UNITO) - Itália,
- Universidade da Beira Interior (UBI) - Portugal,
- Université de Pau et des Pays de L’Adour (UPPA) - França,
- Université Savoie Mont-Blanc (USMB) - França,
- Universitatea de Vest din Timisoara (UVT) – Roménia, e
- Universidade de Zaragoza (UNIZAR) - Espanha.

O consórcio UNITA assenta nos conceitos de identidade europeia, intercompreensão, multiculturalismo e sustentabilidade, e visa desenvolver um Espaço Europeu de Investigação com foco em três pilares: i) património cultural, ii) energias renováveis e iii) economia circular.

## Candidatos
A UBI é uma universidade jovem, dinâmica e em constante desenvolvimento. Servir a região, o país e o mundo é prioridade da Instituição através de uma formação exigente e uma investigação ao mais alto nível, desenvolvidas num clima de proximidade só possível em cidades de dimensão média, como a Covilhã.
A instituição reúne as melhores condições de ensino e aprendizagem, preparada para os desafios que o futuro apresenta, com cursos adaptados a um mercado de trabalho cada vez mais competitivo, que fomentam o empreendedorismo e a inovação.

### Candidatos Nacionais Ou Equiparados
- 1º Ciclo - Licenciatura/1º e 2º Ciclo - Mestrado Integrado
- 2º Ciclo - Mestrado
- 3º Ciclo - Doutoramento
- Pós-Doutoramento
- Cursos Não Conferentes de Grau
- Concursos Especiais
- Maiores de 23 Anos
- Ano Zero

### Candidatos Internacionais
A UBI recebe alunos que provêm de cerca de oitenta países, incluindo a América Latina hispânica e a China, mas onde os países de língua portuguesa, nomeadamente Brasil, Angola, Cabo Verde, Guiné, Timor, claramente se destacam. 

## Equipa Reitoral
O reitor é eleito pelo Conselho Geral para um mandato de quatro anos e é assistido por vice-reitores e pró-reitores em tarefas específicas.
A equipa reitoral atual tem a seguinte constituição:
- Reitora: Ana Paula Coelho Duarte [4]
- Vice-Reitores: José Carlos Páscoa Marques (Internacionalização e interação com a sociedade), Helena Maria Baptista Alves (Ensino, assuntos académicos e empregabilidade), Joaquim Mateus Paulo Serra (Recursos Humanos, concursos e atos académicos), Amélia Maria Cavaca Augusto (Qualidade, Responsabilidade Social e Ação Social), Silvia Cristina da Cruz Marques Socorro (Investigação, inovação e desenvolvimento), Sílvio José Pinto Simões Mariano (Património, infraestruturas e sustentabilidade);
- Pro-Reitores: Anabela do Rosário Leitão Dinis (Área Financeira), Pedro Ricardo Morais Inácio (Universidade Digital), João Carlos Gonçalves Lanzinha (Acompanhamento de Projetos Estratégicos e Institucionais).

## Campus

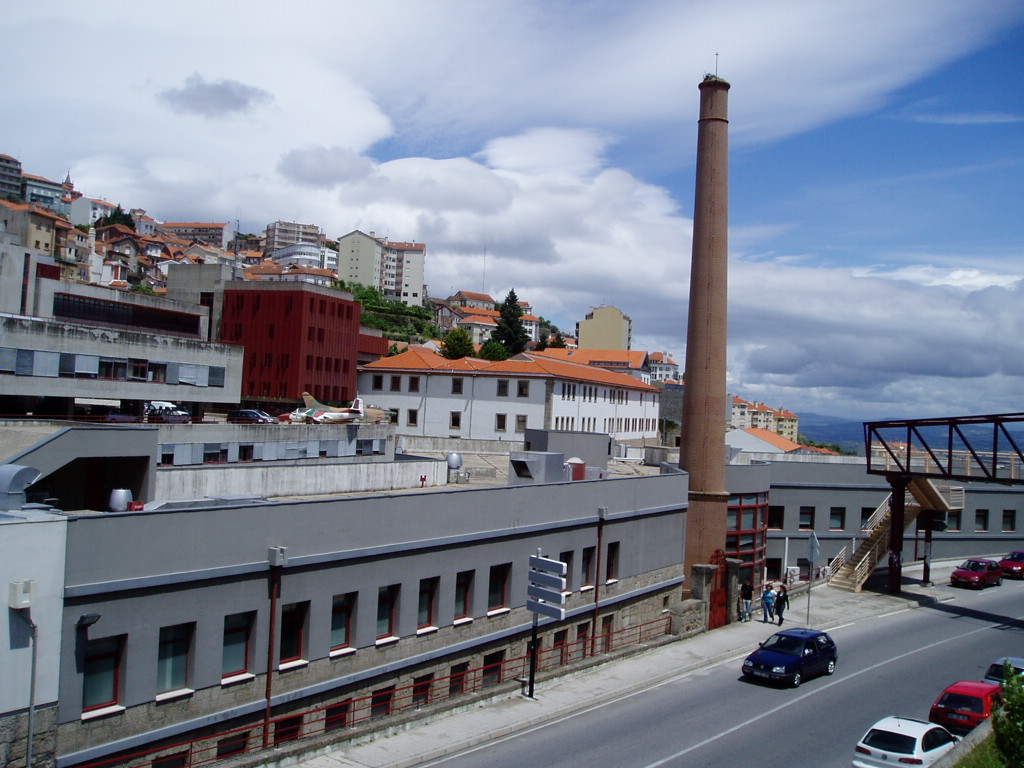
O pólo I da universidade, o edifício em primeiro plano alberga os departamentos de Matemática e Informática.

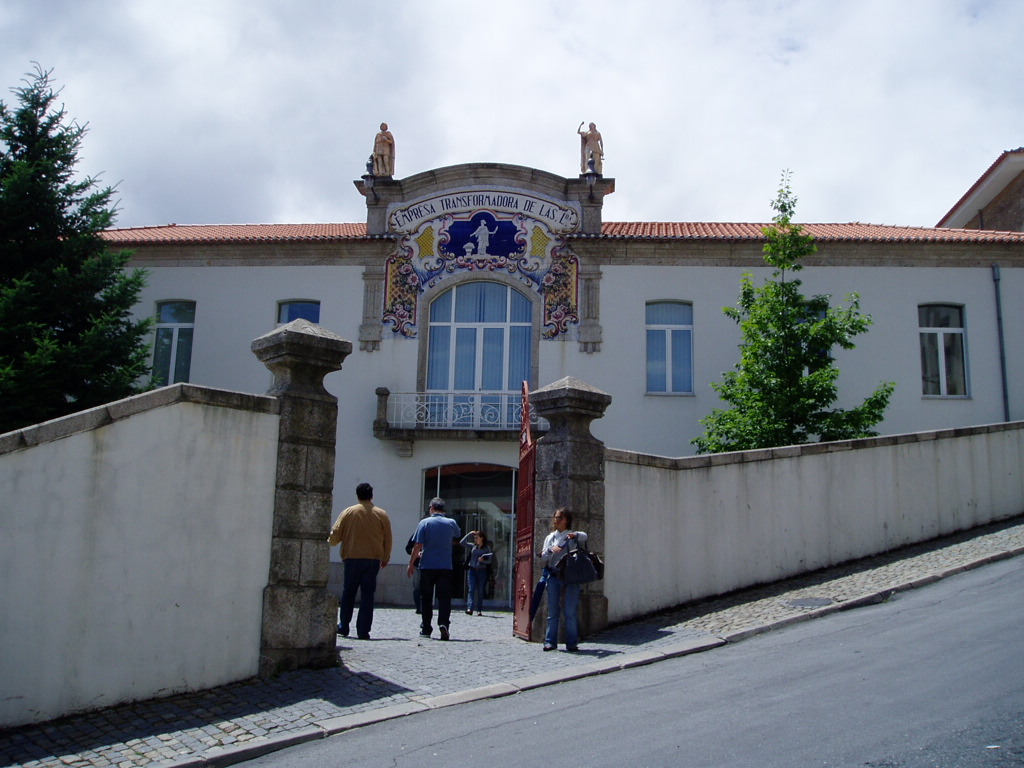
Bloco das engenharias - é neste edifício que são leccionadas as aulas e decorrem conferências da área das engenharias.

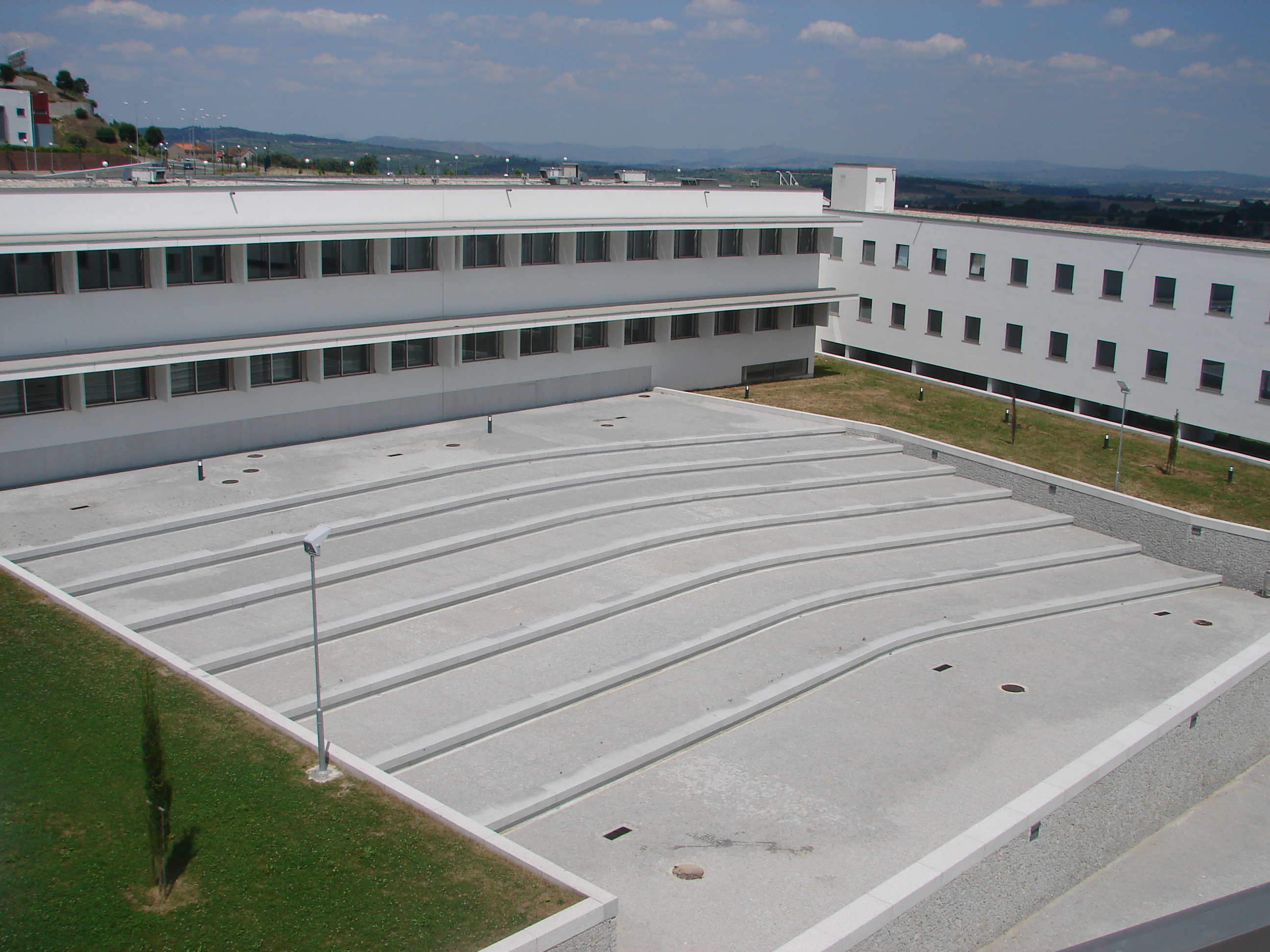
Auditório exterior da Faculdade de Ciências da Saúde da Universidade da Beira Interior (Pólo III).

A universidade situa-se no interior da cidade, e é constituída pelos seguintes pólos:
- Pólo I - pólo principal da universidade, inclui o Departamento de Matemática, o Departamento de Informática, o Departamento de Física, o Departamento de Química, o Departamento de Comunicação e Artes, o  o Departamento de Letras, o Departamento de Ciências e Tecnologias Têxteis e o Departamento de Ciências e Tecnologias do Papel. Os Serviços Académicos e outras estruturas de apoio também aqui se encontram;
- Bloco das Engenharias - situado na Calçada Fonte do Lameiro, e fazendo parte integrante do pólo I, é onde são ministrados os cursos na área da engenharias. Alberga o Departamento de Engenharia Electromecânica, Departamento de Engenharia Civil e Arquitectura e o Departamento de Ciências Aeroespaciais;
- Pólo II - situado a cerca de 1 km do pólo I, abranje a reitoria e restantes serviços administrativos. É onde se encontram os Serviços de Acção Social (SASUBI), a maioria das residências universitárias, o Departamento de Ciências do Desporto e os dois pavilhões desportivos da universidade;
- Pólo III - localizado na zona nova da cidade, junto ao Centro Hospitalar Cova da Beira, foi inaugurado a 30 de Abril (Dia da Universidade) de 2006 pelo Primeiro-Ministro, José Sócrates. Ali se situa a Faculdade de Ciências da Saúde e o UBIMedical;
- Pólo IV - situado na zona mais elevada da cidade, inclui o Departamento de Gestão e Economia, o Departamento de Sociologia e o Departamento de Psicologia e Educação.

A maioria dos edifícios resulta da reconversão de antigas fábricas têxteis. O pólo I, situado junto à ribeira da Goldra (também conhecida por ribeira da Degoldra), resulta da recuperação da antiga Fábrica Real de Panos (inaugurada em 1764 pelo Marquês de Pombal), que entretanto também tinha servido como quartel militar. O bloco das engenharias, inaugurado a 8 de Maio de 2000, foi anteriormente a Empresa Transformadora de Lãs, conforme ainda se pode observar na sua fachada. A biblioteca central, que serviu de sede aos Serviços Municipalizados de Água e Saneamento, era originalmente a residência da família Mendes Veiga, enquanto que a reitoria resulta do restauro do Convento de Santo António, edifício do século XVI. Já o pólo IV, situado junto à ribeira da carpinteira, resulta da recuperação da antiga fábrica da empresa Ernesto Cruz, sendo por isso também denominado de pólo do Ernesto Cruz. O edifício do pólo III foi projetado de raiz para servir a Faculdade de Ciências da Saúde.

## Museu de Lanifícios

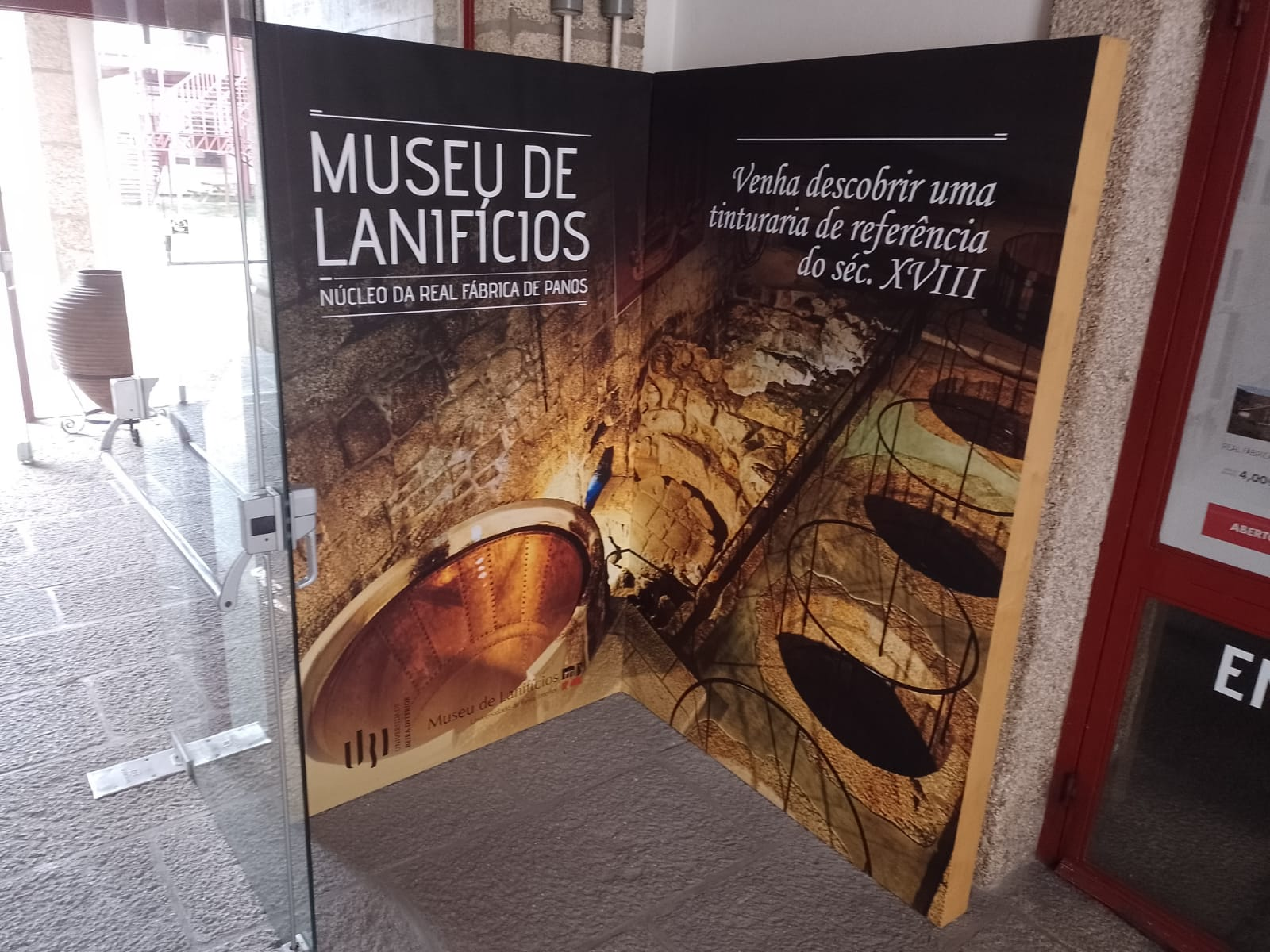
Uma das entradas do Museu de Lanifícios, localizado no Polo I (principal) da Universidade da Beira Interior, em Covilhã, Portugal. Foto tirada por Aly Brenner Nogueira Pereira, em 19 de setembro de 2022.

Durante as obras de adaptação da Real Fábrica de Panos foram descobertas várias estruturas que serviam para a fabricação dos tecidos, incluindo as tinas para o tingimento dos panos. Essas estruturas foram preservadas com criação do Museu de Lanifícios, a 30 de Abril de 1992.
Atualmente, para além do núcleo da Real Fábrica de Panos, o museu conta também com o núcleo da Real Fábrica Veiga (inaugurado a 18 de Maio de 2005), onde se situa o Centro de Documentação/Arquivo Histórico, e com núcleo das Râmolas de Sol. Para além das zonas de tinturaria, é possível visitar a zona de secagem das lãs (núcleo das Râmolas) e a antiga caldeira fabril da Real Fábrica Veiga, entre outros. Exposições permanentes e temporárias são organizadas ao longo de todo o ano.
O museu pode ser visitado todos os dias (incluindo feriados) das 9:30 às 12:00 e das 14:30 às 18:00, estando encerrado às segundas-feiras. Considerado pela UNESCO o melhor museu têxtil da Europa, recebeu ainda o prémio de "Melhor Museu" do país em 2002 sem sequer ter concorrido ao galardão da Associação Portuguesa de Museologia.